# NGC 141
NGC 141 è una vasta e lontana galassia a spirale barrata situata nella costellazione dei Pesci. È situata a circa 525 milioni di anni luce di distanza e ha un asse maggiore di circa 100.000 anni luce.

## Scoperta
NGC 141 è stata scoperta il 29 agosto 1864 dall'astronomo tedesco Albert Marth, che la descrisse come "molto debole, molto piccola, irregolarmente arrotondata".